# Texture (cosmologie)
Pour les articles homonymes, voir Texture.
En cosmologie, une texture est un défaut topologique de l'univers. Ce sont des solitons en quatre dimensions, non localisés. Le concept est dû au cosmologiste sud-africain Neil Turok, qui le proposa en 1989. La théorie des textures constitue une explication concurrente de la théorie inflationniste, que son auteur présente comme une approche « hydrodynamique » de la cosmologie.
Des simulations semblent indiquer que des textures, étendues depuis le Big Bang à l'échelle de plusieurs milliards d'années-lumière, expliqueraient la formation des grandes structures. La théorie des textures prédit notamment que les galaxies se sont formées plus tôt que dans le modèle inflationniste.
Les travaux de Turok sur le sujet ont proposé que l'existence de textures expliquerait la formation des premiers quasars.
Bien que les textures soient supposées très difficile à repérer si elles existent, les données ramenées par le satellite COBE, combinées aux observations du futur satellite Planck, devraient pouvoir infirmer ou confirmer les prédictions faites à partir de ce modèle.